# 马成志
马成志（1957年—），江苏阜宁人，汉族，中华人民共和国政治人物、第十一届全国人民代表大会江苏地区代表。
毕业于江苏师范学院物理专业。加入民进。担任江苏省盐城市广播电视大学校长。2008年起担任全国人大代表。